# Eric Krüger
Eric Krüger (né le 21 mars 1988 à Oschatz) est un athlète allemand spécialiste du 400 mètres.

## Carrière

### Palmarès
| Année | Compétition                   | Lieu      | Résultat | Épreuve   | Performance   |
| ----- | ----------------------------- | --------- | -------- | --------- | ------------- |
| 2007  | Championnats d’Europe juniors | Hengelo   | 3e       | 400 m     | 46 s 49       |
| 2007  | Championnats d’Europe juniors | Hengelo   | 2e       | 4 x 400 m | 3 min 08 s 64 |
| 2010  | Championnats d’Europe         | Barcelone | 4e       | 4 x 400 m | 3 min 02 s 65 |
| 2012  | Championnats d'Europe         | Helsinki  | 3e       | 4 x 400 m | 3 min 01 s 77 |

### Records
| Épreuve    | Performance | Lieu       | Date        |
| ---------- | ----------- | ---------- | ----------- |
| 400 mètres | 45 s 77     | Ratisbonne | 8 juin 2013 |

| Épreuve    | Performance | Lieu    | Date            |
| ---------- | ----------- | ------- | --------------- |
| 400 mètres | 47 s 08     | Leipzig | 21 février 2009 |